# Courboin
Courboin ist eine französische Gemeinde  mit 301 Einwohnern (Stand 1. Januar 2022) im Département Aisne in der Region Hauts-de-France (vor 2016 Picardie). Sie gehört zum Arrondissement Château-Thierry und zum Kanton Essômes-sur-Marne. Die Einwohner werden Courboinois genannt.

## Geografie
Die Gemeinde Courboin liegt etwa neun Kilometer südwestlich von Château-Thierry. Im Nordosten reicht das Gemeindegebiet bis an den Fluss Dhuis. Nachbargemeinden von Courboin sind Saint-Eugène im Norden, Condé-en-Brie im Nordosten und Osten, Montigny-lès-Condé im Osten und Südosten, Montlevon im Südosten und Süden, Nesles-la-Montagne im Westen und Nordwesten sowie Blesmes im Nordwesten.

## Bevölkerungsentwicklung
| Jahr                       | 1962 | 1968 | 1975 | 1982 | 1990 | 1999 | 2006 | 2014 | 2021 |
| Einwohner                  | 214  | 209  | 205  | 179  | 239  | 269  | 273  | 303  | 302  |
| Quellen: Cassini und INSEE |      |      |      |      |      |      |      |      |      |

## Sehenswürdigkeiten
- Kirche Saint-Jean-Baptiste aus dem 16. Jahrhundert, Monument historique seit 1920
- Lavoir (ehemaliges öffentliches Waschhaus)

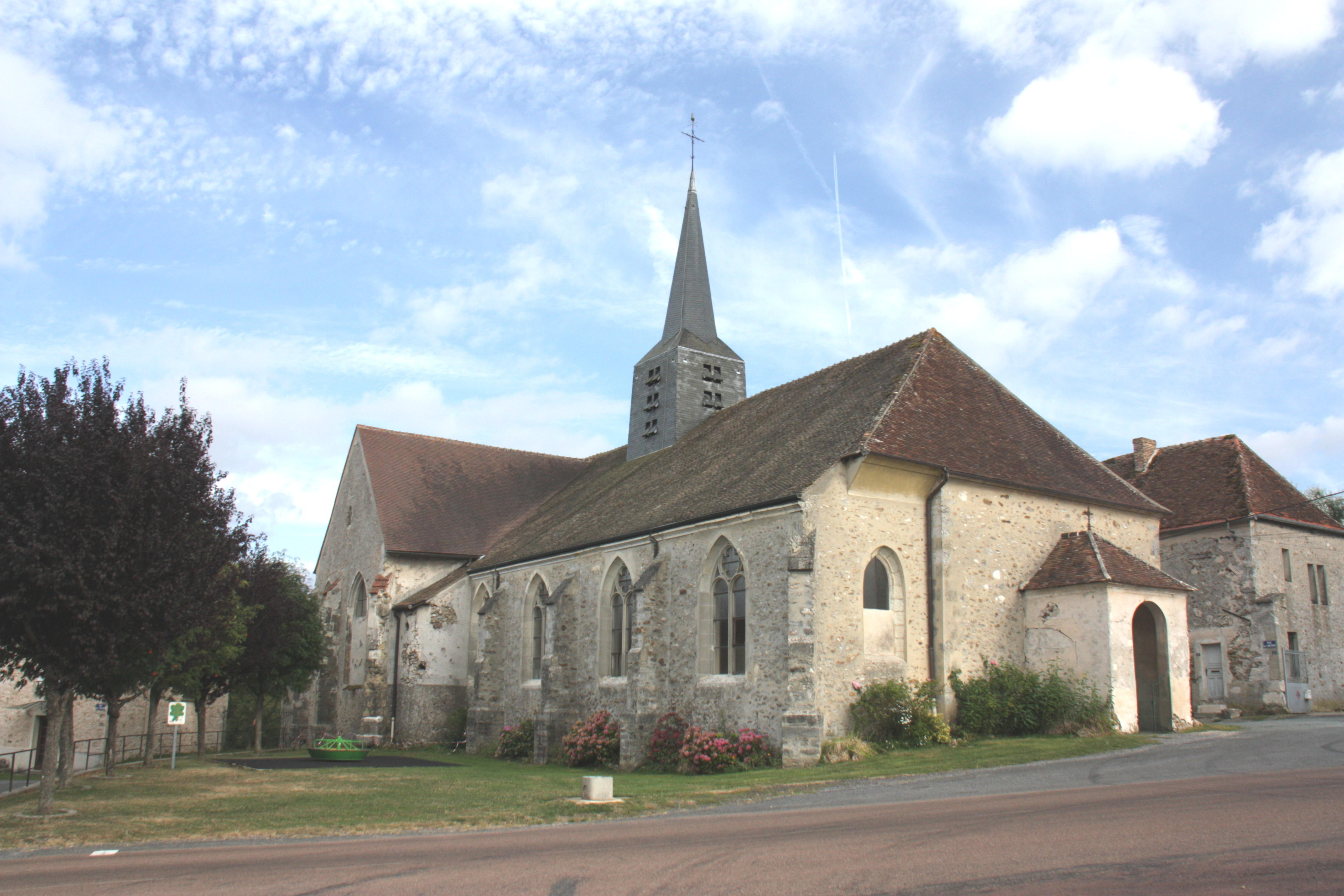
Kirche Saint-Jean-Baptiste
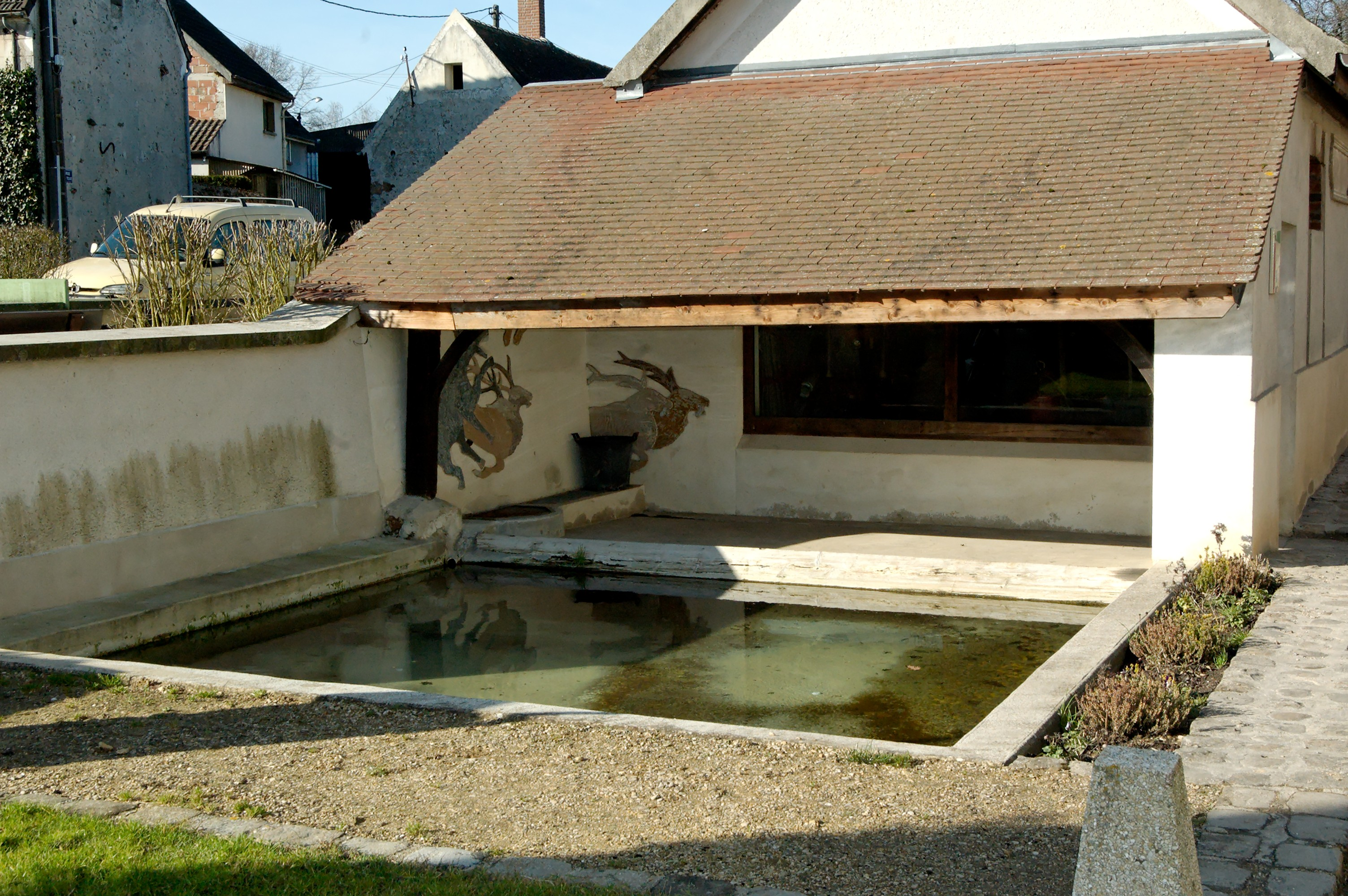
Lavoir